# Torrentbò (el Port de la Selva)
Torrentbò és un turó i paratge del terme municipal del Port de la Selva, a l'Alt Empordà, en l'àmbit del Parc Natural de Cap de Creus. És en el sector sud-est del terme, proper a Cadaqués, a prop i al nord-oest del Coll de Perafita.